# Давыдовцы
Давыдовцы (укр. Давидівці) — село в Кицманской городской общине Черновицкого района Черновицкой области Украины.
До 2020 года входило в Кицманский район
Население по переписи 2001 года составляло 1107 человек. Почтовый индекс — 59309. Телефонный код — 3736. Код КОАТУУ — 7322582801.

## Известные уроженцы
Митрополит Никодим (Руснак)